# Воррен Коул (веслувальник)
Воррен Коул (англ. Warren Cole, 12 вересня 1940 — 17 липня 2019) — новозеландський академічний веслувальник.
Олімпійський чемпіон 1968 року в складі розпашної четвірки зі стерновим, учасник 1972 року.
Бронзовий призер Чемпіонату світу 1970 року в складі вісімки.